# Giovanni Onorato
Giovanni Onorato (* 7. Februar 1910 in Palermo; † 23. Februar 1960 ebenda) war ein italienischer Schauspieler.

## Leben
Onorato begann seine darstellerische Karriere Mitte der 1930er Jahre im Ensemble von Michele Abbruzzo; schon bald wurde auch die italienische Filmindustrie auf den dunkelhaarigen, südländischen Charakterschauspieler aufmerksam und gab ihm von 1937 (Il dottor Antonio) an Rollen kleineren Umfangs, von denen die des Lungo in den ersten drei Don-Camillo-Filmen hervorsticht. Gegen Ende seiner Filmkarriere, 1954, war Onorato wieder auf der Bühne zu sehen, so in einer Tournee mit Quando la luna è blu unter Regie von Luigi Cimara, sowie für Fernsehproduktionen aktiv gewesen.
Der mit nur 50 Jahren Verstorbene ist der Vater des Schauspielers Glauco und des Kameramannes Marco Onorato.

## Filmografie (Auswahl)
- 1937: Il dottor Antonio
- 1938: Stürme über Morreale (Ettore Fieramosca)
- 1940: Sabotage auf der Esperanza (Il pirata sono io!)
- 1941: Die Verlobten (I promessi sposi)
- 1942: Il fanciullo del West
- 1942: Karawane (Una signora dell'Ovest)
- 1946: Zum Teufel mit dem Reichtum (Abbasso la ricchezza!)
- 1949: Antonius von Padua (Antonio di Padova)
- 1950: Unerbittliche Liebe (Gli inesorabili)
- 1952: Die Blinde von Sorrent (La cieca di Sorrento)
- 1952: Don Camillo und Peppone (Le Petit monde de Don Camillo)
- 1952: Im Zeichen der Verschwörer (Il segreto delle tre punte)
- 1953: Don Camillos Rückkehr (Il ritorno de Don Camillo)
- 1953: Karawane der Sünde (La carovana del peccato)
- 1955: Die große Schlacht des Don Camillo (Don Camillo e l’onorevole Peppone)
- 1956: Die Sklavinnen von Karthago (Le schiave di Cartagine)